# Мартынов, Александр Тихонович
Александр Тихонович Мартынов (18 августа 1942, село Верхняя Чернавка, Вольский район, Саратовская область — 3 октября 2023, Саратов) — советский и российский тренер по борьбе самбо. Заслуженный тренер России.

## Биография
Начал тренироваться борьбе самбо в 1959 году у саратовского тренера В. П. Рыкова, затем перешёл к А. В. Чантладзе. Образование высшее. За свои спортивные достижения был удостоен почётного звания Мастера спорта СССР по самбо.
С 1973 года занимается тренерской работой. Тренировал в спортивном клубе «Молния» (1968—73 гг.), «Динамо» (1973 — по настоящее время). В течение нескольких лет возглавлял Саратовскую федерацию самбо. Подготовил множество выдающихся спортсменов, самыми известными из которых являются призёр первенства Мира по самбо среди кадетов М. Ягодин, призер первенства Европы по дзюдо среди юниоров А. Дудник, чемпионка Мира по сумо Е. Кейб, чемпионка мира по самбо среди юниоров М. Курдяева, бронзовый призёр чемпионата Европы по самбо 2004 года И. Васильева, чемпионка мира по самбо среди юниоров Д. Зимарина.
В 2005 году был удостоен почётного звания «Заслуженный тренер России». На данный момент занимает пост главного тренера Саратовской федерации борьбы самбо.